# سد مانکوتال
سد مانکوتال (به لاتین: Mancotal Dam) یک سد در نیکاراگوئه است که در بخش جینوتگا واقع شده‌است.